# Aritz Mendiola
Aritz Mendiola   (Gautegiz Arteaga, 12 de maig de 1998) és un actor i cantant basc.
És conegut per la seva participació en programes com Bago!az, per la sèrie de televisió Go!azen o pel programa de ràdio B Aldea de Gaztea. També és integrant del grup de música rock LauKatu i del grup de música trap STR.

## Biografia
Va néixer el 1998 a l'Hospital d'Arantzazu de Sant Sebastià (Guipúscoa). Va estudiar al col·legi Sant Fidel Ikastola de Guernica (Biscaia), encara que va cursar un any escolar al Royal Oak High School de Míchigan (EUA). Després va cursar el Batxillerat artístic a l'Institut Ibarrekolanda de Bilbao. També es va formar en música des de petit a l'Escola de Música de Guernica Segundo Olaeta.
El 2015 va participar en el concurs de talents musical Stars. Izarrak kalean d'ETB1. Va arribar a la final del concurs, juntament amb altres concursants com María Ereña o Sara Alonso, en què va cantar la cançó "I See Fire" d'Ed Sheeran. Va quedar com a finalista del concurs, amb Sara Alonso com a guanyadora. Després va tornar a participar en l'edició especial del talent amb els finalistes.
L'any 2016 va entrar a formar part de la sèrie de televisió Go!azen amb el personatge de Garikoitz "Gari" Susaeta. Va estar a la sèrie durant quatre temporades i un especial, des del 2016 fins al 2020. La seva participació a la sèrie com a protagonista li va suposar un notable èxit, tant que fins i tot van sorgir diferents clubs de fans de l'actor.
L'any 2017 es va unir al programa de televisió Bago!az d'ETB1, com a jutge dels concursants que participaven al concurs musical.
A més dels projectes audiovisuals també ha estat part de muntatges teatrals. L'any 2015, CasaBranca, dir. Ana Borralho i Joao Galante, que va ser estrenat al Festival BAD, el Festival de Teatre i Dansa Contemporània de Bilbao.
L'any 2018 va entrar a formar part de la companyia teatral Companyia Jove de Pabellón n. 6, amb què va interpretar Què va ser d'Ana García? estrenada al Teatre Arriaga i escenificada en diferents teatres.
Com a músic, Mendiola canta i toca la guitarra. L'any 2016 va formar el grup de música rock LauKatu, del qual Mendiola és el vocalista i guitarrista. L'any 2019 el grup va crear el grup STR (Special Trap Residence) amb antics integrants de LauKatu i nous integrants.
Al gener de 2019 va començar a ser col·laborador del programa de ràdio B Llogaret de Gaztea d'EITB Media, amb una secció setmanal anomenada "guilty pleasure" que ell presentava.
Va estudiar el grau en emprenedoria i innovació empresarial a la Universitat de Mondragón.

## Vida privada
És net del lehendakari Jose Antonio Ardanza, per part materna, i net de l'exalcalde de Larrabezúa Carlos Mendiola Apraiz, per part paterna.
Va mantenir una relació amb l'actriu Nerea Elizalde durant dos anys fins al 2019. Després va mantenir una relació de parella amb l'actriu Ainhoa Larrañaga durant dos anys, fins al 2021. Tots dos es van conèixer gravant junts la sèrie Go!azen i els clubs de fans de tots dos anomenaven (shippeaban) "Gareli" (amb el hashtag #gareli) en referència als seus personatges de Gari (Mendiola) i Eli (Larrañaga) a la sèrie.
Des del 2022 viu i resideix a Seül (Corea del Sud). Treballa en col·laboració amb el col·lectiu Synthetika Collective, en projectes i espais segurs per a la comunitat LGBTQ+.